# Гуго VII фон Эгисхейм-Дагсбург
Гуго VII фон Эгисхейм-Дагсбург (Hugo VII von Egisheim, Hugues VII de Dabo, Hugues VII d'Éguisheim-Dabo) (убит в Нидерсазбахе 05.09.1089) — граф Эгисхейма и Дагсбурга из рода Этихонидов. Иногда нумеруется как Гуго VI, VIII или даже X (если включить в счёт трёх одноимённых герцогов Эльзаса, живших в VIII-IX веках).
Родился между 1041 и 1049 годами. Сын Генриха I, графа Нордгау, Эгисхейма и Дагсбурга, умершего не позднее 1050 г. Около 1075 г. наследовал старшему брату — Герхарду II.
В отличие от соседей — епископов Страсбурга и Базеля, в борьбе за инвеституру поддерживал не императора, а Святой Престол, за что был назван «indefessus miles sancti Petri» — стойким солдатом Святого Петра. Вероятно, это объясняется тем, что Гуго VII был внучатым племянником папы Льва IX.
Когда император Генрих IV конфисковал у антикороля Рудольфа фон Райнфельдена герцогство Швабия и передал его Фридриху Штауфену, Гуго VII враждебно отнёсся к новому герцогу и его брату Оттону Штауфену, назначенному в 1082 г. епископом Страсбурга (несмотря на родственные связи — матерью Фридриха и Оттона была Хильдегарда фон Эгисхейм (ум. 1094/95)).
В 1086 г. началась война между Гуго VII и епископом, которая шла с переменным успехом. Новый папа Урбан II попытался примирить враждующие стороны, и они согласились прекратить военные действия. В сентябре 1089 года епископ Страсбурга пригласил Гуго VII в приорию Нидерсазбах (Niedersasbach) для переговоров о заключении мирного договора, и там граф был ночью убит слугами епископа. Это убийство подорвало власть Этихонидов в Эльзасе.
Гуго VII был женат на Матильде де Муссон, дочери графа Людовика де Муссона и его жены Софии Верхнелотарингской. О детях ничего не известно.
Дагсбург и небольшую часть графства Эгисхайм унаследовал муж его сестры Хейлвиги Альберт II, граф де Моха, другую часть Эгисхайма - Герхард Лотарингский, граф Водемона, как муж Хейлвиги - дочери Герхарда II фон Эгисхайма. Остальные владения Гуго VII захватил епископ Страсбурга. В некоторых источниках сказано, что графство Нордгау получил граф Меца Фольмар III, который приходился эльзасским Этихонидам каким-то родственником (возможно - по матери, которая на генеалогических сайтах указана как Swanhilde von Egisheim).
Гуго VII посвящена историческая драма Луи Рамонда де Карбонньера:
- Hugo der Siebente, Graf von Egisheim: ein historisches Drama. Louis-François Ramond • 1785.